# 牙買加食蚊魚
牙買加食蚊魚為輻鰭魚綱鯉齒目鯉齒亞目花鳉科的其中一種，分布於中美洲牙買加的淡水流域，體長可達3.2公分，棲息在流動的溪流，屬肉食性，生活習性不明。

## 擴展閱讀
維基物種上的相關：牙買加食蚊魚